# Le Jury (collection belge de littérature policière)
Ne doit pas être confondu avec Le Jury (collection française de littérature policière).
Le Jury est une collection de littérature policière belge fondée par Stanislas-André Steeman en 1940 chez l'imprimeur et éditeur bruxellois A(lbert) Beirnaerdt.

## Historique
En raison de la Seconde Guerre mondiale, les liens existants entre les éditions belge et française sont distendus. Steeman décide donc de créer une collection policière belge écrite par des auteurs belges.
Une première série est publiée de 1940 à 1944. Elle est composée de soixante-six  fascicules avec une photo en deux couleurs sur la couverture. Les dix derniers fascicules ne sont pas numérotés.
De façon concomitante, de 1942 à 1944, sont publiés vingt-cinq romans numérotés en chiffres romains. La couverture est photographique et en deux couleurs avec en bas à gauche un médaillon avec la photo de Steeman. Les deux séries sont interdites par l'occupant nazi en 1944.
Une seconde série de cinq fascicules paraît en 1946. Se présentant comme un magazine policier international, elle publie également des auteurs anglo-saxons. 

## Titres de la collection
| No | Auteur                   | Titre                           | Année de parution dans la collection |
| -- | ------------------------ | ------------------------------- | ------------------------------------ |
| 1  | Steeman, Stanislas-André | La Vieille Dame qui se défend   | 1940                                 |
| 2  | Derycke, Gaston          | Je n’ai pas tué Barney          | 1940                                 |
| 3  | Van Montfort             | Alerte à Manhattan              | 1940                                 |
| 4  | Jurdant, Louis-Thomas    | On a volé un corbillard         | 1941                                 |
| 5  | Stéphane, Jules          | Meurtre à Copenhague            | 1941                                 |
| 6  | Max, Paul                | O'Byron s'est évadé             | 1941                                 |
| 7  | Marine, J. J.            | Le Détective épouvanté          | 1941                                 |
| 8  | Steeman, Stanislas-André | La Résurrection d’Atlas         | 1941                                 |
| 9  | Van Montfort             | Disparue à Noël                 | 1941                                 |
| 10 | Carine                   | Morphine                        | 1941                                 |
| 11 | Leblond, Willy           | Drôle d’enquête                 | 1941                                 |
| 12 | Max, Paul                | L'Assassinat du torero          | 1941                                 |
| 13 | Marine, J. J.            | Pattes de mouche                | 1941                                 |
| 14 | Voisin, André            | La Mort de Saskia               | 1941                                 |
| 15 | Maréchal, Eugène         | Sodome et Gomorrhe              | 1941                                 |
| 16 | Rey, Stéphane            | Ce soir, 8 heures               | 1941                                 |
| 17 | Dambermont, Géo          | Mort le venin                   | 1941                                 |
| 18 | Jacquart, Roger H.       | Ma pauvre Irène                 | 1941                                 |
| 19 | Derycke, Gaston          | Quatre crimes parfaits          | 1941                                 |
| 20 | Van Montfort             | La Femme du vieux               | 1941                                 |
| 21 | Jurdant, Louis-Thomas    | La main passe                   | 1941                                 |
| 22 | Simenon                  | Les Dossiers de l’agence « O »  | 1941                                 |
| 23 | Kinnet, Paul             | Bonne chance M. Pick            | 1941                                 |
| 24 | Marchal, Lucien          | Le Crime de Beïra-Mar           | 1941                                 |
| 25 | Dambermont, Géo          | Le Grand Feu                    | 1941                                 |
| 26 | Simenon                  | L'Homme tout nu                 | 1941                                 |
| 27 | Kinet, Paul              | Défense de fumer                | 1942                                 |
| 28 | Owen, Thomas             | Destination inconnue            | 1942                                 |
| 29 | Duchâteau, André-Paul    | Meurtre pour meurtre            | 1942                                 |
| 30 | Stéphane, Jules          | Le Chien des géants             | 1942                                 |
| 31 | Leblond, Willy           | Maldonne                        | 1942                                 |
| 32 | Bodar, Jean              | La Chambre interdite            | 1942                                 |
| 33 | Marsus,Jean              | J’écoute aux portes             | 1942                                 |
| 34 | Marchal, Lucien          | Le Capanga                      | 1942                                 |
| 35 | Dambermont, Géo          | Le Prélude de Pugnani           | 1942                                 |
| 36 | Owen, Thomas             | Crime « swing »                 | 1942                                 |
| 37 | Verbruggen, M.           | Mort dans l'abri                | 1942                                 |
| 38 | Simenon                  | Les Silences de Maigret         | 1942                                 |
| 39 | Duchâteau, André-Paul    | Tout ou Rien                    | 1942                                 |
| 40 | Stéphane, Jules          | Mort au jour de l'an            | 1942                                 |
| 41 | Leblond, Willy           | Code d'honneur                  | 1942                                 |
| 42 | Owen, Thomas             | Le Nez de Cléopâtre             | 1942                                 |
| 43 | Andrieu, Jean-Marie      | Scandale                        | 1942                                 |
| 44 | Léger, Jean              | Le Monstre dans la tombe        | 1942                                 |
| 45 | Bronne, Charles          | Le Mystère de la maison Porquin | 1942                                 |
| 46 | Servais, Max             | La Baie aux requins             | 1942                                 |
| 47 | Mister Van               | Les femmes adorent les fous     | 1942                                 |
| 48 | Jacquart, Roger H.       | Justice de Neptune              | 1942                                 |
| 49 | Duchâteau, André-Paul    | La mort est du voyage           | 1942                                 |
| 50 | Lorin, Pol               | L'Honneur du régiment           | 1942                                 |
| 51 | Bodar, Jean              | La Mort invisible               | 1942                                 |
| 52 | Marsus, Jean             | La Mort de Don Juan             | 1942                                 |
| 53 | Sylvius, Anne            | Château des lierres             | 1943                                 |
| 54 | Dambermont, Géo          | La Ganache                      | 1943                                 |
| 55 | Dermont, Paul            | Meurtre sur le court            | 1943                                 |
| 56 | Kinnet, Paul             | Stationnement interdit          | 1943                                 |
|    | Lulubre, Henri           | Ni fleurs, ni couronnes         | 1943                                 |
|    | Dubrau, Louis            | L'Arme du crime                 | 1943                                 |
|    | Marsus, Jean             | Le Manuscrit de Tite-Live       | 1943                                 |
|    | Roy, Chantal             | Crime au Km. 83                 | 1943                                 |
|    | Servais, Max             | Scandinavish Bar                | 1943                                 |
|    | Mister Van               | Règlement de comptes            | 1943                                 |
|    | Dailly, Yvan             | Le Mal du siècle                | 1943                                 |
|    | Servais, Max             | Crime au Zoute                  | 1943                                 |
|    | Mister Van               | Marché noir                     | 1943                                 |
|    | Servais, Max             | Chambre garnie                  | 1944                                 |

| No    | Auteur                   | Titre                        | Année de parution dans la collection |
| ----- | ------------------------ | ---------------------------- | ------------------------------------ |
| I     | Steeman, Stanislas-André | Légitime Défense             | 1942                                 |
| II    | Marchal, Lucien          | Sang chaud                   | 1942                                 |
| III   | Dubrau, Louis            | Le Destin de madame Hortense | 1943                                 |
| IV    | Carine                   | Champ-dormant                | 1943                                 |
| V     | Marsus, Jean             | Quai de la Main d'or         | 1943                                 |
| VI    | Léger, Jean              | Sans appel                   | 1943                                 |
| VII   | Steeman, Stanislas-André | L'Infaillible Silas Lord     | 1943                                 |
| VIII  | Van Montfort             | Plaidant coupable            | 1943                                 |
| IX    | Sylvius, Anne            | Le Jeu des rois              | 1943                                 |
| X     | Servais, Max             | Tempête dans le port         | 1943                                 |
| XI    | Stéphane, Jules          | Le Bâtisseur                 | 1943                                 |
| XII   | Dailly, Yvan             | L'Homme tout seul            | 1943                                 |
| XIII  | Steeman, Stanislas-André | Le Lévrier bleu              | 1943                                 |
| XIV   | Lorin Pol                | Dieu châtie les faibles      | 1943                                 |
| XV    | Dambermont, Géo          | Auto-stop                    | 194                                  |
| XVI   | Lorin Pol                | Que justice soit faite       | 1944                                 |
| XVII  | Servais, Max             | La Sainte-Vehme              | 1944                                 |
| XVIII | Sylvius, Anne            | Guignol                      | 1944                                 |
| XIX   | Léger, Jean              | Le Maniaque                  | 1944                                 |
| XX    | Bodar, Jean              | Retours à la terre           | 1944                                 |
| XXI   | Servais, Max             | La Gueule du loup            | 1944                                 |
| XXII  | Steeman, Stanislas-André | Six hommes morts,            | 1944                                 |
| XXIII | Steeman, Stanislas-André | Le Trajet de la foudre       | 1944                                 |
| XXIV  | Steeman, Stanislas-André | La Nuit du 12 au 13          | 1944                                 |
| XXV   | Steeman, Stanislas-André | Un dans trois                | 1944                                 |

## Sources
- Claude Mesplède (dir.), Dictionnaire des littératures policières, vol. 2 : J - Z, Nantes, Joseph K, coll. « Temps noir », 2007, 1086 p. (ISBN 978-2-910-68645-1, OCLC 315873361).
- André-Paul Duchâteau et Stéphane Steeman, L'écrivain habite au 21 : Stanislas-André Steeman, Ottignies, Quorum, 1998, 399 p. (ISBN 978-2-873-99030-5).
- Luc Dellisse, Le Policier fantôme, Bruxelles, Espace Nord, 2017, 400 p. (ISBN 978-2-875-68370-0).
- Nicolas Stetenfeld, Carnet pédagogique : Le Policier en Belgique, approche d'un genre, Bruxelles, Espace Nord, 2021, 46 p..